# Szojuz TMA–18
A Szojuz TMA–18 a Szojuz–TMA orosz háromszemélyes szállító/mentőűrhajó űrrepülése volt 2010-ben. Az 54. emberes repülés a Nemzetközi Űrállomásra (ISS).

## Küldetés
Hosszú távú cserelegénységet szállított az ISS fedélzetére. A tudományos és kísérleti feladatokon túl az űrhajók cseréje volt szükségszerű.

## Jellemzői
2010. április 2-án a Bajkonuri űrrepülőtér indítóállomásról egy Szojuz–FG juttatta Föld körüli, közeli körpályára. Több pályamódosítást követően április 4-én a Nemzetközi Űrállomást (ISS) automatikus vezérléssel megközelítette, majd sikeresen dokkolt. Az orbitális egység pályája 88,8 perces, 51,66 fokos hajlásszögű, elliptikus pálya-perigeuma 198 kilométer, apogeuma 261 kilométer volt.
Az időszakos karbantartó munkálatok mellett elvégezték az előírt kutatási, kísérleti és tudományos feladatokat. Fogadták az érkező űrhajókat, űrsiklókat, elvégezték a meghatározott programokat. Fogadták a teherűrhajókat (M–03M, M–04M, M–05M, M–06M, M–07M), kirámolták a szállítmányokat, illetve bepakolták a keletkezett hulladékot.
2010. szeptember 25-én Arkalik (oroszul: Арқалық) városától hagyományos visszatéréssel, a tervezett leszállási körzettől mintegy 25 kilométerre ért Földet. Összesen 176 napot, 01 órát, 18 percet és 38 másodpercet töltött a világűrben. 2271 alkalommal kerülte meg a Földet.

## Személyzet
- Alekszandr Alekszandrovics Szkvorcov (1), parancsnok,  Oroszország
- Mihail Boriszovics Kornyijenko (1), fedélzeti mérnök,  Oroszország
- Tracy Caldwell Dyson (2), fedélzeti mérnök,  Egyesült Államok

### Leszálláskor
- Alekszandr Alekszandrovics Szkvorcov parancsnok  Oroszország
- Mihail Boriszovics Kornyienko fedélzeti mérnök  Oroszország
- Tracy Caldwell Dyson fedélzeti mérnök  Egyesült Államok

### Tartalék személyzet
- Alekszandr Mihajlovics Szamokutyajev parancsnok  Oroszország
- Andrej Ivanovics Boriszenko fedélzeti mérnök  Oroszország
- Scott Joseph Kelly kutatásfelelős  Egyesült Államok

## Külső hivatkozások
- Szojuz TMA–18. kursknet.ru. [2016. március 4-i dátummal az eredetiből archiválva]. (Hozzáférés: 2013. augusztus 18.)
- Szojuz TMA–18. spacefacts.de. (Hozzáférés: 2013. augusztus 18.)
- Szojuz TMA–18. sg.hu. (Hozzáférés: 2013. augusztus 18.)
- Szojuz TMA–18. lib.cas.cz. [2013. október 13-i dátummal az eredetiből archiválva]. (Hozzáférés: 2013. augusztus 18.)